# Генерал-губернаторство (Руска Империја)
Генерал-губернаторство (рус. генерал-губернаторство) је било јединица административно-територијалне подјеле у Руској Империји од 1775. до 1917. године. Генерал-губернаторство се састојало од једне или неколико пограничних губернија или области. Москва и Санкт Петербург су чинили посебна генерал-губернаторства.

## Устројство
Генерал-губернаторством је управљао генерал-губернатор — војно-административни начелник краја у царској Русији. Генерал-губернатор је контролисао рад губернатора и њему потчињених губернија и области, али није учествовао у њиховој управи, за разлику од генерал-губернатора Москве и Санкт Петербурга, гдје је генерал-губернатор, кога је именовао руски император непосредно управљао потчињеним губернијама.